# سرای، تکیرداغ
سرای، تکیرداغ (به ترکی استانبولی: Saray) شهری است در کشور ترکیه که در استان تکیرداغ واقع شده‌است. جمعیت این شهر بر اساس سرشماری سال ۲۰۰۸ میلادی ۲۱٬۲۴۳ نفر و بر اساس برآوردهای سال ۲۰۰۹ میلادی ۲۲٬۱۷۴ نفر می‌باشد.